# Kampf um Rom
Kampf um Rom ist ein zweiteiliger Historienfilm des deutschen Regisseurs Robert Siodmak nach dem gleichnamigen Roman von Felix Dahn.

## Handlung
Nach dem Untergang des Weströmischen Reiches haben die Ostgoten unter ihrem König Theoderich dem Großen Italien besetzt. Von seiner Residenz Ravenna aus regiert er ein friedliches Reich, in dem Goten und Römer ausgleichend koexistieren. Nach dem Tod Theoderichs beginnt ein Machtkampf um sein Erbe zwischen seinen Töchtern Amalaswintha und Mataswintha, welche von jeweils der Hälfte der Gotenfürsten gestützt werden. Der königliche Rat entscheidet sich nach Theoderichs letztem Willen für Amalaswintha als Regentin für ihren noch jungen Sohn, was Mataswintha nicht akzeptieren will. Gleichzeitig treffen die führenden Ostgoten um den alten Waffenmeister des Gotenkönigs, Hildebrand, unweit von Ravenna zusammen, um über die bedrohte Zukunft des Ostgotenreiches zu beraten. Die Feldherren Witichis, Aligern und Teja sind gegen die von Amalaswintha initiierte Aussöhnungspolitik zwischen Römern und Goten, die ihrer Ansicht nach schädlich für die Zukunft der Goten in Italien ist.
Der Stadtpräfekt von Rom, der ehrgeizige patricius Cethegus, strebt unterdessen die Errichtung eines unabhängigen Italien an, das er selbst von Rom aus beherrschen will. Um sich für den geplanten Abfall von den Ostgoten zu versichern, begibt er sich an den Hof des oströmischen Kaisers nach Konstantinopel. Zuerst führt Cethegus Verhandlungen mit dem allmächtigen oströmischen Minister Narses, welcher dem Römer an List gleichkommt, der aber bei der Kaiserin Theodora unbeliebt ist. Cethegus kann über Kaiserin Theodora, mit welcher er in früheren Zeiten bereits eine Liebschaft geführt hatte, den mächtigen Kaiser Justinian gewinnen, eine oströmische Armee unter dem Heermeister Belisar gegen die Goten nach Unteritalien zu schicken. Nach seiner Rückkehr aus Ravenna, wo er der Krönung Amalaswinthas beigewohnt hat, empfängt er den neuen gotischen Befehlshaber Totila in Rom und muss sich dazu bequemen, die Treue der Stadt gegenüber den Ostgoten zu erklären. Mit Argwohn bemerkt er die aufkeimende Liebe seiner Tochter Julia zu Totila, der ihr gegen einen ausgebrochenen Löwen heldenhaft zur Hilfe gekommen war, und versucht vergeblich, diese Liebe im Keim zu ersticken: Die Verbindung einer Römerin mit einem barbarischen Goten wäre für ihn ein Verrat an den Idealen Roms. Die derweil nach Bolsena verbannte machthungrige Mataswintha spielt ihrer Schwester scheinheilig ihre Unterwerfung vor, lässt aber Amalaswintha durch ihre Schergen während eines Bades heimtückisch ermorden. Cethegus reagiert auf die neue Situation, nutzt die Uneinigkeit der Goten für die eigenen Zwecke und spielt seine Gegner gegeneinander aus.
Kurz nach Ausbruch des gotischen Bürgerkrieges landet eine oströmische Armee unter Belisar in Unteritalien und nimmt Neapel ein. Cethegus reißt im Einvernehmen mit dem Klerus unter Silverius im Handstreich die Macht in Rom an sich und lässt die gotische Besatzung unter Thorismund gefangensetzen. Die betrogenen Ostgoten belagern daraufhin unter der Führung des Feldherrn Witichis Cethegus in Rom, und eine Gruppe um den alten Hildebrand kann die Wahl Witichis zum neuen König der Goten durchsetzen. Um den Bürgerkrieg zu beenden, fordert Hildebrand vom König jedoch, er solle seine geliebte Frau Rauthgundis aufgeben und dafür Mataswintha heiraten. Erst nach langen Unterredungen stimmt Witichis zu, seine Liebe bleibt aber bei seiner ersten Frau. Nachdem der neue König im Ehebett als Zeichen der Distanz sein Schwert zwischen sich und Mataswinta gelegt hat, statt mit ihr zu schlafen, schwört die tief verletzte Frau, ihm das Verderben zu bringen.
Belisars Armee rückt derweil zum Entsatz Roms heran, wird aber von Witichis' Truppen zurückgeworfen, nur mit Mühe entkommen seine Truppen hinter den Schutz der Mauern Roms. Als Belisar mutig zum Gegenangriff übergeht, bereiten ihm die Goten eine schwere Niederlage, wobei er selbst im Zweikampf fällt, so dass Cethegus die alleinige Macht über die geretteten Truppen erhält. Die rachsüchtige Mataswintha knüpft unterdessen Kontakte mit Cethegus und verrät ihm die Aufmarschpläne des gotischen Heeres für den neuen Großangriff auf Rom. Als Witichis seine Attacke versucht, gerät er darum in einen von Cethegus gelegten Hinterhalt und wird getötet. Die verbliebenen Anführer der Goten wählen darauf Totila zu ihrem König, der wegen Hunger und ausbrechender Krankheit den Rückzug befiehlt. Totila gelingt es in den folgenden Monaten aber, beinahe ganz Norditalien friedlich zurückzugewinnen. Außerdem öffnen ihm die durch die harte Steuerpolitik Ostroms enttäuschten Städte Unteritalien, darunter Neapel, ihre Tore.
Kaiserin Theodora lässt derweil den ihr wegen seines Einflusses bei Justinian verhassten kleinwüchsigen Minister Narses wegen seiner Geheimverhandlungen als Hochverräter anklagen; dieser enthüllt aber zur Rettung seiner Position die Machenschaften der Kaiserin und ihr Verhältnis mit Cethegus. Der hintergangene Kaiser Justinian überträgt die Verurteilung Theodoras dem Staatsrat, bevor der Selbstmord der Kaiserin allgemeine Trauer auslöst. Justinian verfällt durch den Verlust Theodoras in allgemeine Lethargie und überlässt Narses freie Hand. Dieser lässt sich zum Oberbefehlshaber ernennen und führt ein starkes Heer nach Italien.
Cethegus verbündet sich mit einem korsischen Kampfgefährten der Goten, Furius Ahalla, dessen Lanzenträger eine willkommene Verstärkung darstellen. Zum Dank bietet er ihm die Hand seiner Tochter Julia an, welche noch immer für den friedlichen Ausgleich mit Totila eintritt. Das Heer der Ostgoten unter Totila stellt sich Cethegus' Truppen, unterliegt aber nach dem Verrat der korsischen Lanzenträger, welche während des Kampfes überraschend zum Gegner überlaufen. Als Totila und Furius einander erblicken, stürmen sie aufeinander los und sterben beide im Zweikampf; zuvor hatte Julia versucht, Totila zu warnen, und war vom eigenen Vater Cethegus tödlich verwundet worden. 
Die Hoffnung des Cethegus, Herrscher über ein freies Italien zu werden, erfüllt sich jedoch nicht, da er infolge des Sturzes der Kaiserin Theodora beim Kaiser in Ungnade gefallen und Narses zum Statthalter ernannt worden ist. Nachdem Cethegus hiervon Kenntnis bekommen hat, verübt er Selbstmord.
Die Königswürde der Goten wird nun dem Grafen Teja übertragen. Bei dieser Gelegenheit stellt er unmittelbar klar, dass er den weiteren Widerstand nach der verlorenen Schlacht zwar für aussichtslos hält, dass er aber lieber in einem letzten Waffengang mit seinem Volk kämpfend untergehen wolle als sich dem byzantinischen Kaiser zu unterwerfen. Hierfür erntet er allgemeine Zustimmung. Als Narses davon erfährt, bezeichnet er Teja als von Sinnen und lässt den Goten freien Abzug anbieten, was diese aber, wie vom weiteren Verlauf her zu rekonstruieren ist, offenbar ablehnen. Wie nicht anders zu erwarten war, verlieren die Goten ihre letzte Schlacht, wobei König Teja fällt. Narses indes, beeindruckt vom Todesmut und der Tapferkeit seiner Gegner, wiederholt sein zuvor gemachtes Angebot des freien Abzugs für die Reste des Gotenvolkes, was diesmal angenommen wird. In der Schlussszene  am Mittelmeerstrand defilieren die überlebenden Goten – wie bei einer Truppenparade – an Narses und seinen respektvoll aufgestellten Soldaten vorbei. Eine unversehens auftauchende Wikingerflotte unter König Harald nimmt die Goten auf und bringt sie in ihre nördliche Heimat zurück.

## Gemeinsamkeiten und Unterschiede im Vergleich zur Romanvorlage
Die wechselvolle Handlung mit ihrer Mischung aus Palastintrigen und monumentalen Schlachten folgt weitgehend dem historischen Roman Ein Kampf um Rom von Felix Dahn aus dem Jahr 1876, die darum bemüht war, sich im Kern an die damals als gesichert geltenden historischen Fakten zu halten. Allerdings weicht der Film in mehreren Punkten maßgeblich von der literarischen Vorlage – und, teils damit verbunden, auch von den historischen Fakten – ab, Besonders auffällig ist, dass Narses, in Wahrheit ein Eunuch, im Film kontrafaktisch kleinwüchsig ist. Belisar, der in Wahrheit eine zentrale Rolle bei den Ereignissen spielte und hochbetagt starb, wird im Film gleich in der ersten Schlacht gegen die Goten getötet. 
Historisch und auch hinsichtlich der literarischen Vorlage unrealistisch sind die Schlachtenszenen dargestellt, die eher wie ungeordnete (und – im Wortsinn – erstaunlich „unblutige“) Massenraufereien wirken, während in Wirklichkeit, insbesondere beim byzantinischen Heer, aber auch bei den Goten, der Kampf in geordneten Schlachtreihen (Phalangen bzw. deren Weiterentwicklungen, Fulca) üblich war. Die letzte Schlacht in der „Gotenschlucht“, die bei Dahn den dramaturgischen Höhepunkt der Romanhandlung darstellt, wird im Film übergangen und findet nur aus dem Off Erwähnung.

## Hintergrund
Die Bauten stammen von Ernst Schomer. Andrew Marton und Sergiu Nicolaescu waren als zusätzliche Regisseure beteiligt. Der Film entstand aus Kostengründen im Wesentlichen in Rumänien. Die Dreharbeiten, die vom 6. Mai bis zum September 1968 andauerten, erfolgten unter schwierigen logistischen Bedingungen und erwiesen sich als sehr strapaziös. Während der Dreharbeiten mit rund 3.000 rumänischen Komparsen erlitt Regisseur Robert Siodmak einen schweren Autounfall. Laut Kay Wenigers Das große Personenlexikon des Films war Kampf um Rom mit 15 Millionen DM Herstellungskosten die bis dahin teuerste deutsche Filmproduktion.
Die beiden Teile wurden ab dem 6. Mai bei Bukarest und in Berlin gedreht. Die Dreharbeiten dauerten bis in den September 1968. Der erste, 103 Minuten lange, Teil wurde am 17. Dezember 1968 im Berliner Zoo Palast uraufgeführt. Der zweite Teil kam am 21. Februar 1969 in die Kinos und dauerte 83 Minuten. Die beiden Filme wurden von CCC-Filmkunst und Pegaso Film produziert und von Constantin Film vertrieben. Vor der Veröffentlichung in den USA wurden die beiden Teile 1973 zusammengefasst und auf 93 Minuten gekürzt. Diese gekürzte Fassung kam 1976 als Wiederaufführung auch in die deutschen Kinos.

## Kritik
„Machtkampf-, Intrigen- und Schlachtspektakel in überholtem Historien- und Ausstattungsstil; von Felix Dahns Romanvorlage wurde das ideologische Element rigoros ausgeklammert.“

„Wiederum sehr aufwendig, prominent besetzt, naiv-unterhaltsam, aber psychologisch grob gestrickt und allzu sehr veräußerlicht.“

„Aufwendige Germanen-Schau mit viel Liebe, Prunk und Pathos, aber ohne den Versuch historischer Fundierung. Augenfutter ab 14.“

„Bunter Historienfilm mit formalen Mängeln. […] Die vielen Schlachtszenen und Stars können auch hier die Drehbuchmängel nicht kaschieren.“